# Tày (peuple)
Pour les articles homonymes, voir Tay.
Les Tày aussi appelés Thaï tho, T'o, Tai Tho, Ngan, Phen, Thu Lao, or Pa Di, sont une des minorités officiellement reconnues au Viêtnam. Les Tày vivent principalement dans le nord du pays. Ils sont des locuteurs de langue tai-kadai. Il y a à peu près 1,5 million de Tày au Viêtnam, où ils constituent le deuxième groupe ethnique le plus important après les Viêt (ou Kinh). 
La plupart des Tàys vivent dans le nord du Vietnam, dans les provinces de Cao Bằng, Lạng Sơn, Bắc Kạn, Thái Nguyên, et Quang Ninh où ils vivent dans les vallées et au pied des montagnes. Ils habitent les plaines fertiles et sont généralement agriculteurs. Leurs principales cultures sont le riz, le maïs et les  patates douces. Les villages tày sont installés au pied d'une montagne et portent le nom d'une montagne, d'un champ, d'une rivière. Chaque village comprend environ 15-20 familles. 
La majorité d'entre eux pratique le culte des ancêtres et des esprits. Un autel des ancêtres est placé au centre de la maison ; les invités et les femmes enceintes ne sont pas autorisés à s'asseoir sur le lit placé dans l'autel.
Les Tày sont apparentés aux Nung et aux Zhuang du sud de la Chine.
Parmi les chants tày, le « hat luon » est un duo d'amour.

## Vie quotidienne

### Habitat
Les maisons des Tay sont bâties sur pilotis dont le savoir-faire est transmis de génération en génération. La construction de la maison est une étape importante dans la vie d’une famille. 
Elles sont faites d’un bois solide appelé lim (bois de fer) et sont construites de manière à permettre l’évacuation de la chaleur pendant l’été. Ces maisons sont entourées de balcons, ce qui permet une meilleure ventilation sur chaque côté. Le toit fait pour une grande part la spécificité de la maison : il nécessite des milliers de feuilles de palme. À l’intérieur, plusieurs pièces existent sans qu’aucune cloison ne soit construite. La cuisine est au centre de la maison et réunit toute la famille au moment des repas. Dans cette « pièce », se trouve également l’autel des ancêtres où l’on fait des offrandes.

### Habits
Les vêtements traditionnels des Tay sont simples et épurés. Les femmes portent une jupe ou un pantalon, une chemise et une tunique. Les Tày portent aussi un turban noir ou indigo, autrefois en soie, aujourd’hui le plus souvent en coton. Une ceinture verte contraste avec le reste de la tenue aux couleurs sombres. Et pour finir quelques bijoux, aux poignets et aux chevilles. Les hommes, eux, portent un habit teinté d’indigo.

## Croyances et rites
Les Tày pratiquent le culte des ancêtres et font des dévotions aux génies de la maison. La maison tient une place importante dans la culture Tay et s’installer dans une nouvelle demeure nécessite de respecter les règles de la géomancie en prenant en compte plusieurs critères, l’orientation du terrain, l’âge des hôtes mais aussi le calendrier lunaire.

### Mariages
De nombreuses us et coutumes entourent toutes les étapes du mariage – demande de la main, fiançailles, cadeaux de l’homme aux futurs beaux-parents, annonce du jour du mariage, cérémonie de mariage, au-revoir de la mariée etc. Le jour du mariage, c’est le marié qui prend en charge le repas, qui se fait sans alcool. Les mariés sont vêtus de noir.

### Enterrements
Une grande place est faite aux sorciers, maîtres du rite. Les chants et la musique funéraires sont indispensables et joués par plusieurs personnes.

## Langue
La langue tày appartient au même sous-groupe, dit « tai central », des langues tai de la branche dite « kam-tai » des langues tai-kadai, que le zhuang méridional et l'e du sud de la Chine.
La littérature de langue tày n'est pas très abondante. Les dialectes sont le tày central, oriental, méridional, septentrional, trung khanh, thu lao et bao lac.